# Костіна Клавдія Олексіївна
Клавдія Олексіївна Костіна (4 грудня 1909; село Миколаївка, Бугурусланський район, Оренбурзька область, РРФСР — 13 квітня 1982; Алма-Ата, Казахська РСР) — радянська і казахська лікар епідеміолог, доктор медичних наук (1968). Заслужений лікар Казахської РСР (1957). Заслужений діяч науки Казахської РСР (1975).

## Біографія
Клавдія Олексіївна Костіна народився 4 грудня 1909 року в селі Миколаївка Оренбурзької області РРФСР.
У 1937 році закінчила Алматинський державний медичний інститут за спеціальністю лікар-епідеміолог.
З 1950 по 1953 роки — Перший заступник міністра охорони здоров'я Казахської РСР.
З 1954 по 1958 роки — начальник Головного санітарно-епідеміологічного управління Казахської РСР.
З 1958 по 1977 роки — директор Казахського науково-дослідного інституту епідеміології, мікробіології та інфекційних хвороб.
доктор медичних наук, тема дисертації: «Опыт снижения заболеваемости дифтерией в Казахстане» (1959—1967 роки).
Клавдія Костіна розробила заходи по ліквідації поліомієліту та золи в Казахстані, вивчала епідеміологію інфекційних кишкових захворювань, їх профілактику шляхом вакцинації.

## Нагороди та звання
- 1957 — Заслужений лікар Казахської РСР
- 1975 — Заслужений діяч науки Казахської РСР
- Нагрудний знак «Відмінник охорони здоров'я СРСР»
- Нагороджена Почесною грамотою Верховної Ради Казахської РСР
- Орден Леніна
- Орден Трудового Червоного Прапора (Двічі)
- Орден «Знак Пошани»
- Медаль «За трудову доблесть»
- Медаль «В ознаменування 100-річчя з дня народження Володимира Ілліча Леніна» (1970)
- Медаль «Ветеран праці»